# The Pianist
The Pianist (i Finland: Pianisten) är en fransk-tysk-brittisk-polsk biografisk krigs-dramafilm från 2002 i regi av Roman Polański, baserad på Władysław Szpilmans självbiografiska bok Pianisten från 1946. Huvudrollen spelas av Adrien Brody.

## Handling
Den virtuose polske pianisten och kompositören Władysław Szpilman (spelad av Adrien Brody) lever i Warszawa under tiden för nazisternas utbredning över Europa under andra världskriget. Han är jude och tvingas att på nära håll uppleva de restriktioner som sätts upp för honom, hans släkt och hans folk. När han och hans familj ska skickas till ett förintelseläger drar en judisk polis ut honom från ledet till tåget och han får chansen att fly.

## Rollista i urval
- Adrien Brody – Władysław Szpilman
- Thomas Kretschmann – Hauptmann (Kapten) Wilm Hosenfeld
- Frank Finlay – Samuel Szpilman
- Maureen Lipman – Edwarda Szpilman
- Emilia Fox – Dorota
- Ed Stoppard – Henryk Szpilman
- Julia Rayner – Regina Szpilman
- Jessica Kate Meyer – Halina Szpilman
- Ronan Vibert – Andrzej Bogucki
- Ruth Platt – Janina Bogucki
- Andrew Tiernan – Szalas
- Michał Żebrowski – Jurek
- Roy Smiles – Itzhak Heller
- Richard Ridings – Mr. Lipa
- Daniel Caltagirone – Majorek
- Valentine Pelka – Dorotas make
- Zbigniew Zamachowski – kund med mynt

## Mottagande
Filmen vann bland annat Guldpalmen vid filmfestivalen i Cannes, BAFTA Award för bästa film vid British Academy Film Awards, samt tre Oscarstatyetter, för bästa manliga huvudroll (Adrien Brody), bästa regi och bästa manus efter förlaga.
Filmen blev även nominerad för ytterligare Oscar, för bästa film, bästa foto, bästa kostym och bästa klippning.